# 当河畔佩里耶
当河畔佩里耶（法語：Périers-sur-le-Dan，發音：[peʁje syʁ lə dɑ̃] ⓘ）是法国卡尔瓦多斯省卡昂区的市镇，面积2.95平方千米，2022年1月1日人口为581人。

## 地理
当河畔佩里耶（49°15'30"N, 0°20'34"W）面积2.95平方千米，位于法国诺曼底大区卡爾瓦多斯省，该省份为法国西北部沿海省份，北濒大西洋英吉利海峡，东北与滨海塞纳省以海上边界相接，东临厄尔省，南至奧恩省，西与芒什省接壤。
与当河畔佩里耶接壤的市镇（或旧市镇、城区）包括：比耶维尔-伯维尔、科勒维尔-蒙哥马利、滨海埃尔芒维尔、马蒂厄。
当河畔佩里耶的时区为UTC+01:00、UTC+02:00（夏令时）。

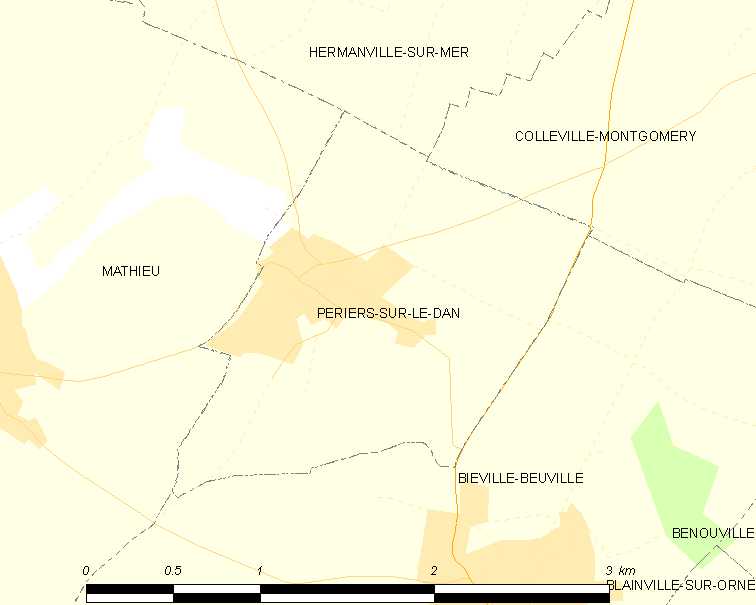
当河畔佩里耶的OSM定位图

## 行政
当河畔佩里耶的邮政编码为14112，INSEE市镇编码为14495。

## 政治
当河畔佩里耶所属的省级选区为维斯特雷阿姆县。

## 人口

1962-2008年间当河畔佩里耶人口变化图示

当河畔佩里耶于2022年1月1日时的人口数量为581人。